# Regno dell'Anglia orientale
Il Regno dell'Anglia orientale o Regno degli Angli orientali (in inglese antico: Ēastengla Rīċe; in latino Regnum Orientalium Anglorum) fu uno dei sette regni anglosassoni presenti in Gran Bretagna durante l'Alto Medioevo. Di dimensioni relativamente piccole rispetto ad altre entità presenti in contemporanea nel resto d'isola, comprendeva quelle che oggi sono le contee inglesi di Norfolk e Suffolk e, forse, la sezione orientale del Fens. Il regno vide la luce nel VI secolo, in seguito all'invasione anglosassone della Britannia: fu governato dalla dinastia Wuffinga nel VII e VIII secolo, ma cadde sotto la vicina Mercia nel 794 e andò poi sottomesso dai danesi nell'869, finendo per confluire nel Danelaw. Una volta conquistato da Edoardo il Vecchio, venne incorporato infine nel Regno d'Inghilterra nel 918.

## Storia

### Quadro generale
Il Regno dell'Anglia orientale vide la luce nel primo o secondo quarto del VI secolo, presumibilmente con l'avvento di Wehha, annoverato come primo monarca conosciuto a cui gli subentrò Wuffa.
Fino al 749, al potere rimase la dinastia dei Wuffinga, dal nome del semi-storico capostipite Wuffa. All'inizio del VII secolo, sotto Redvaldo, l'entità politica riuscì ad elevarsi alla stregua di un potente regno anglosassone. Redvaldo, primo sovrano ad accettare il battesimo, viene visto da molti studiosi come la persona sepolta all'interno della sepoltura della nave a Sutton Hoo, vicino a Woodbridge, o perlomeno quella commemorata. Durante i decenni che seguirono la sua morte nel 624 circa, l'Anglia orientale divenne sempre più dominata dal regno di Mercia. Molti dei successori di Redvaldo furono uccisi in battaglia, come nel caso di Sigeberto, sotto il cui governo e con la guida del suo vescovo, Felice di Dunwich, il cristianesimo fu saldamente stabilito.
Dalla morte di Etelberto II da parte dei merciani nel 794 fino all'825, l'Anglia orientale cessò di essere un regno indipendente, a parte una breve eccezione sotto Eadwald nel 796. Sopravvisse fino all'869, quando i vichinghi sconfissero i suoi abitanti in battaglia e il loro sovrano, Edmondo il martire, affrontò la morte. Dopo l'879, i vichinghi si stabilirono definitivamente nella regione. Nel 903, l'esiliato aetheling Etelvaldo indusse i danesi dell'Anglia orientale a condurre una disastrosa guerra contro suo cugino Edoardo il Vecchio. Nel 917, dopo una serie di sconfitte danesi, l'Anglia orientale si sottomise a Edoardo e fu incorporata nel regno d'Inghilterra, diventando in seguito un earldom.

### Insediamento
L'Anglia orientale fu colonizzata dagli anglosassoni prima di molte altre regioni, forse all'inizio del V secolo. Emerse dal consolidamento politico degli angli nell'area approssimativamente occupata degli iceni e delle civitates romane concentrate intorno a Venta Icenorum, nei pressi di Caistor St Edmund. La regione che sarebbe diventata l'Anglia orientale pare si spopolò in una certa misura intorno al IV secolo. Ken Dark scrive che "almeno in quest'area, e forse più ampiamente nell'est della Gran Bretagna, alla fine del IV secolo furono abbandonati ampi tratti di terra, con l'inclusione forse di intere 'piccole città' e villaggi. Non si sarebbe trattato di un cambiamento localizzato nella posizione, nelle dimensioni o nel carattere dell'insediamento, ma un'autentica diserzione".
Stando a Beda, gli angli orientali (come gli angli medi, i merciani e i northumbriani) discendevano da nativi dell'Anglia, situata nella Germania moderna. Il primo riferimento agli angli orientali risale al 704-713 circa e si rintraccia nella Vita di San Gregorio. Mentre le prove archeologiche e linguistiche suggeriscono che si sia verificata una migrazione e un insediamento su larga scala della regione da parte di locutori germanici continentali, si è messo in dubbio che tutti i migranti provenissero dall'Anglia.
Gli angli orientali formarono uno dei sette regni noti agli storici post-medievali come eptarchia, uno schema utilizzato da Enrico di Huntingdon nel XII secolo. Alcuni storici moderni hanno messo in discussione la ricostruzione tradizionale, sostenendo che forse il quadro politico apparisse molto più variegato.

### Dominio pagano

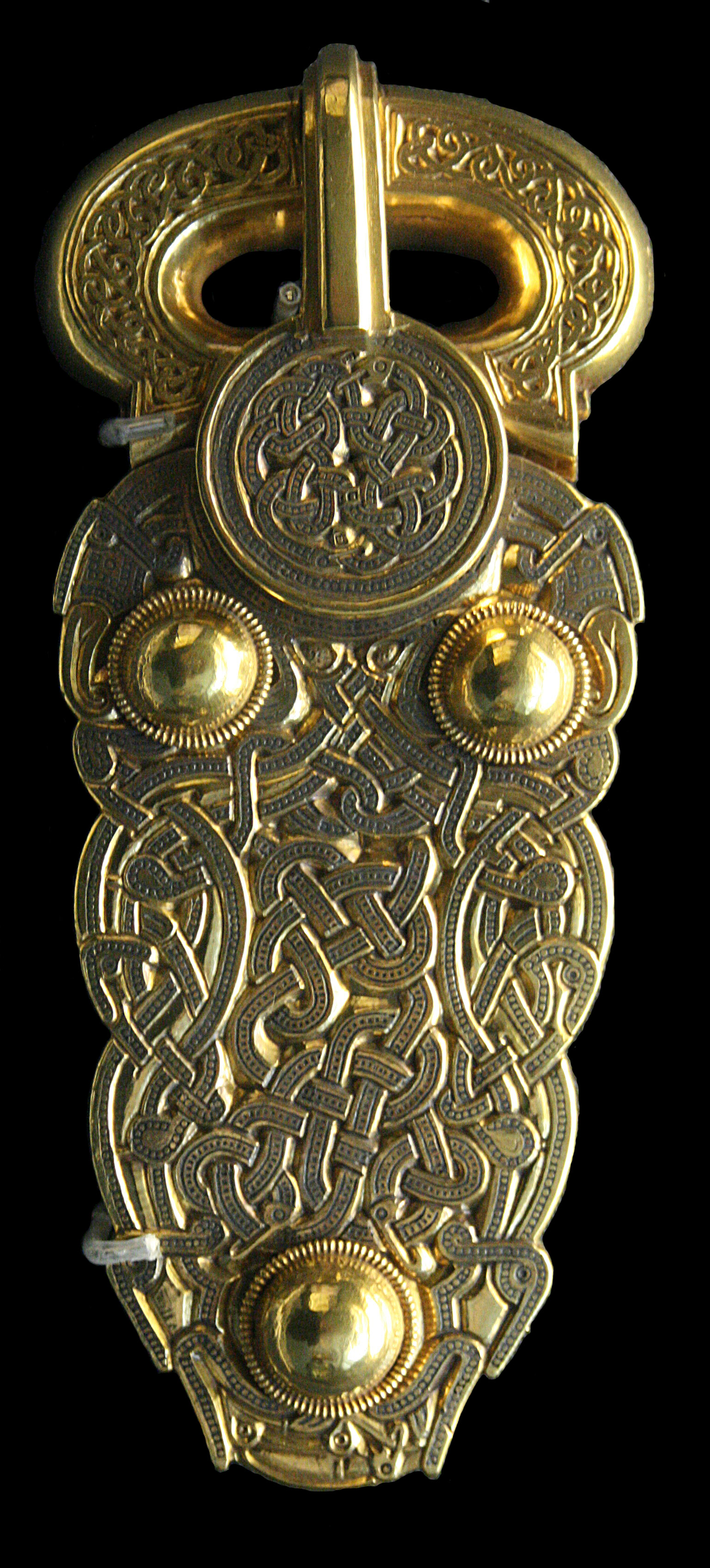
La fibbia della cintura dorata presente nella tomba della nave di Sutton Hoo

Gli angli orientali furono inizialmente governati dalla dinastia dei Wuffinga, di fede pagana, apparentemente così denominata in onore del capostipite Wuffa. Il nome potrebbe essere una creazione posteriore dal nome della dinastia, in quanto significa "discendenti del lupo". Una fonte indispensabile sulla storia antica del regno e sugli indizi dei governanti è la Storia Ecclesiastica di Beda, benché l'opera indicava pochi elementi cronologici sui regnanti dell'Anglia orientale o sulla durata dei loro mandati. Non si sa nulla dei primi sovrani, né di come fosse organizzato il regno, sebbene un possibile centro del potere riguardasse la concentrazione di sepolture navali a Snape e Sutton Hoo nel Suffolk orientale. Il "popolo del nord" e il "popolo del sud" potrebbero essere esistiti già prima dell'arrivo dei primi re dell'Anglia orientale.
Il più potente dei discendenti dei Wuffinga era Redvaldo, "figlio di Tytil, il cui padre era Wuffa" secondo la Storia Ecclesiastica. Per un breve periodo all'inizio del VII secolo, mentre governava Redvaldo, l'Anglia orientale figurava tra i domini più potenti dell'Inghilterra anglosassone, tanto che Beda parlava della stessa come del regno a sud più potente del fiume Humber. Nel 616, la forza era stata tale da poter battere e uccidere il re della Northumbria Etelfrido nella battaglia del fiume Idle, installando poi sul trono Edvino. Il defunto fu probabilmente l'individuo onorato dalla sontuosa sepoltura navale a Sutton Hoo. È stato suggerito da Blair, sulla base dei parallelismi tra alcuni oggetti trovati sotto il tumulo 1 a Sutton Hoo e quelli scoperti a Vendel in Svezia, che i Wuffinga potrebbero essere stati discendenti di una famiglia reale svedese orientale. Tuttavia, si ritiene che gli oggetti in passato considerati provenienti dalla Svezia fossero stati realizzati in Inghilterra e sembra meno probabile che i Wuffinga fossero di origine svedese.

### Conversione al cristianesimo
Il cristianesimo anglosassone si affermò nel VII secolo. La misura in cui il paganesimo fu soppiantato è esemplificata dalla mancanza di qualsiasi insediamento dell'Anglia orientale che deve il nome alle antiche divinità.
Nel 604, Redvaldo divenne il primo monarca dell'Anglia orientale a ricevere il battesimo. Pur avendo imbastito un altare cristiano, allo stesso tempo continuò ad adorare le divinità pagane. Dal 616, quando i monarchi pagani tornarono brevemente nel Kent e nell'Essex, l'Anglia orientale rimase fino alla morte di Redvaldo l'unico regno anglosassone con un sovrano battezzato al potere. Alla sua dipartita, avvenuta intorno al 624, gli successe il figlio Eorpvaldo, che si convertì in giovane età al cristianesimo sotto l'influenza di Edvino, benché la sua nuova religione fosse malvista a corte. Eorpvaldo morì infatti per mano di un pagano, Ricberto, che forse subentrò anche sul trono per una breve parentesi. Dopo tre anni di apostasia, il cristianesimo prevalse con l'ascesa al trono del fratello (o fratellastro) di Eorpvaldo, tale Sigheberto, che era stato battezzato durante il suo esilio in Francia. Sigheberto supervisionò l'istituzione della prima parrocchia presente nel regno amministrata da Felice di Borgogna a Dommoc, probabilmente Dunwich. In seguito Sigheberto abdicò in favore di suo fratello Ecgric e si ritirò in un monastero.

### Aggressione merciana
La fase di ascesa dell'Anglia orientale affrontò una decisa battuta d'arresto sotto Redvaldo, essendo caduta vittima del crescente potere di Penda di Mercia e dei successori. Dalla metà del VII all'inizio del IX secolo il potere della Mercia crebbe, fino a quando una vasta regione dal Tamigi all'Humber, compresa l'Anglia e il sud-est, passò sotto l'egemonia della Mercia. Nei primi anni 640, Penda sconfisse e uccise sia Ecgric che Sigheberto, il quale fu poi venerato come santo. Il successore di Ecgric, Anna, assieme a suo figlio Jurmin, perì nel 654 durante la battaglia di Bulcamp, vicino a Blythburgh. Liberato dalla presenza asfissiante di Anna, Penda sottomise l'Anglia e la inglobò. Nel 655, Æthelhere si unì a Penda in una campagna contro Oswiu di Northumbria che si concluse con una massiccia sconfitta merciana alla battaglia di Winwaed, dove Penda e il suo alleato Æthelqui furono uccisi.
L'ultimo re della dinastia Wuffinga fu Elfvaldo, spentosi nel 749. Durante la fine del VII e l'VIII secolo, l'Anglia orientale continuò ad essere oscurata dall'egemonia merciana fino a quando, nel 794, Offa fece giustiziare il re anglo Etelberto e prese il controllo del suo dominio per sé a tutti gli effetti. Una breve ripresa dell'indipendenza dell'Anglia orientale accadde sotto Edvaldo, dopo la morte di Offa nel 796, ma questa fu soppressa dal nuovo sovrano di Mercia, Cenwulf.
L'indipendenza dell'Anglia orientale tornò ad esistere dopo una ribellione contro la Mercia guidata da Atelstano nell'825. Il tentativo di Beornwulf di Mercia di ripristinare il controllo della Mercia portò alla sua sconfitta e morte, con il suo successore Ludeca che incontrò lo stesso destino nell'827. Gli angli orientali si appellarono a Egberto del Wessex per la protezione contro i merciani e Atelstano riconobbe Egberto come suo signore supremo. Mentre il Wessex assumeva il controllo dei regni sudorientali assorbiti dalla Mercia nell'VIII secolo, l'Anglia orientale poté mantenere la sua indipendenza.

### Attacchi vichinghi e successivo insediamento

L'Inghilterra nell'878, quando l'l Anglia orientale era governata da Guthrum

Nell'865, l'Anglia orientale fu invasa dalla grande armata danese, che acquisì una grossa porzione di territori prima di partire per il Northumbria. I vichinghi tornarono nell'869 per svernare a Thetford, prima di essere attaccati dalle forze di Edmondo dell'Anglia orientale, che fu sconfitto e ucciso a Haegelisdun identificata come Bradfield St Clare nel 983, vicino alla sua ultima dimora a Bury St Edmunds. In alternativa gli studiosi hanno proposto Hellesdon, nel Norfolk, Hoxne nel Suffolk o Maldon nell'Essex. Da allora in poi, l'Anglia orientale cessò effettivamente di agire quale regno indipendente. Dopo averla sconfitta, i danesi insediarono un fantoccio al potere allo scopo di governare per loro conto, mentre riprendevano le loro campagne contro Mercia e Wessex. Nell'878, gli ultimi combattenti attivi nella grande armata pagana persero le loro lotte contro Alfredo il Grande e si ritirarono dal Wessex dopo aver stipulato la pace. Nell'880, i vichinghi tornarono dunque in Anglia orientale sotto Guthrum, che secondo lo storico e medievalista Pauline Stafford, "si adattò rapidamente alla regalità territoriale e ai suoi simboli, compreso il conio di monete".
Insieme al territorio tradizionale dell'Anglia orientale, del Cambridgeshire e di parti del Bedfordshire e dell'Hertfordshire, il regno di Guthrum probabilmente includeva l'Essex, l'unica fetta di Wessex a passare sotto il controllo danese. Negli anni 880 fu stipulato un trattato di pace tra Alfredo e Guthrum.

### L'Anglia orientale nel Regno d'Inghilterra
All'inizio del X secolo, i danesi dell'Anglia orientale subirono crescenti pressioni da parte di Edoardo, re del Wessex. Nel 902, il cugino di Edoardo, l'aetheling Etelvoldo, essendo stato cacciato in esilio dopo un'offerta infruttuosa per il trono, arrivò nell'Essex dopo un soggiorno in Northumbria. Apparentemente, fu accettato come re da alcuni o tutti i danesi in Inghilterra e nel 903 indusse i vichinghi in Anglia orientale a dichiarare guerra a Edoardo. L'operazione terminò in un disastro con la morte di Etelvoldo e di Eohric in una battaglia nelle paludi.
Nel 911-919, Edoardo espanse il suo controllo sul resto dell'Inghilterra a sud dell'Humber, stabilendosi nei burh dell'Essex e della Mercia, spesso progettati per controllare l'uso di un fiume da parte dei danesi. Nel 917, la posizione di forza dei danesi nell'area crollò improvvisamente. Una rapida sequela di sconfitte culminò nella perdita dei territori nel Northampton e nell'Huntingdon, insieme al resto dell'Essex: un re danese, forse dell'Anglia orientale, perse la vita a Tempsford. Nonostante i rinforzi giunti dall'estero, i contrattacchi degli scandinavi culminarono in una disfatta e questi capitolarono sia nell'Anglia orientale sia a Cambridge.
L'Anglia orientale fu infine assorbita dal Regno d'Inghilterra. Norfolk e Suffolk confluirono in una nuova contea nel 1017, quando Thorkell l'Alto fu nominato conte da Canuto il Grande. La struttura ecclesiastica restaurata vide i due vecchi vescovi dell'Anglia orientale sostituiti da uno solo, attivo a North Elmham.

## Lingue
Gli angli orientali si esprimevano in inglese antico: il loro idioma è storicamente importante, poiché furono tra i primi coloni germanici ad arrivare in Gran Bretagna durante il V secolo. Secondo Kortmann e Upman, l'Anglia orientale "può candidarsi come prima località al mondo in cui si parlava inglese".
Le prove del legame tra il dialetto degli angli e l'antico inglese provengono dallo studio di testi, toponimi, nomi di persone e monete. A.H. Smith è stato il primo a riconoscere l'esistenza di un dialetto dell'Anglia orientale diverso da quelli già individuati della Northumbria, della Mercia, dei sassoni occidentali e del Kent. Egli aveva riconosciuto pure che "i confini linguistici dei dialetti originali non avrebbero potuto godere di una stabilità prolungata". Poiché non sono sopravvissuti manoscritti provenienti dall'Anglia orientale, iscrizioni in inglese antico o documenti letterari, esistono poche prove a sostegno dell'esistenza di un tale dialetto. Secondo uno studio di Von Feilitzen negli anni '30, la registrazione di molti toponimi nel Domesday Book era "in ultima analisi, basata sulle prove delle giurie locali", quindi la forma parlata dei luoghi e delle persone anglosassoni si era conservata in parte in questo modo. Le prove desunte dal Domesday Book e dalle fonti successive suggeriscono che un tempo esisteva un confine dialettale, corrispondente a una linea che separava dai loro vicini le contee inglesi di Cambridgeshire (comprese le un tempo scarsamente abitate Fens), Norfolk e Suffolk.

## Geografia

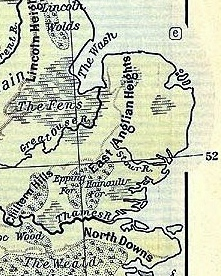
Una mappa fisica dell'Inghilterra orientale

Il regno degli angli orientali si affacciava sul mare del Nord a nord e a est, oltre ad essere attraversato dal fiume Stour, che storicamente lo divideva dai sassoni orientali a sud. Secondo lo storico Richard Hoggett, il mare del Nord forniva "un fiorente collegamento marittimo con la Scandinavia e le regioni settentrionali della Germania". Il confine occidentale del regno variava dai fiumi Ouse, Lark e Kennett a più a ovest, fino al Cam nell'attuale Cambridgeshire. Nel momento della sua massima estensione, il regno comprendeva le odierne contee di Norfolk, Suffolk e parti del Cambridgeshire orientale: le prime due costituiscono la regione tuttora nota come Anglia orientale (East Anglia).
L'erosione sul confine orientale e i sedimenti sulla costa settentrionale hanno alterato la costa dell'Anglia orientale in epoca romana e in epoca anglosassone (il processo è tuttora in corso). Nel corso della seconda parentesi storica indicata, il mare inondò le basse paludi delle Fens (letteralmente "gli stagni"). Con l'abbassamento del livello marittimo, le alluvioni si depositarono vicino agli estuari dei grandi fiumi e il "Grande Estuario" vicino a Burgh Castle fu chiuso da un grande cordone litorale.

## Fonti
Nessuno statuto dell'Anglia orientale è sopravvissuto, con soli pochi sparuti documenti rimasti. Al contempo, le cronache medievali che si riferiscono ai suoi abitanti vengono trattate con grande cautela dagli studiosi. La penuria si deve alla completa distruzione dei monasteri della regione e alla soppressione delle due sedi episcopali a seguito delle incursioni e dell'insediamento dei vichinghi. La principale fonte di riferimento per il periodo antico resta la Historia ecclesiastica gentis Anglorum di Beda dell'VIII secolo. L'Anglia orientale è menzionata per la prima volta come unità politica distinta nel Tribal Hidage, un atto di natura amministrativa che si pensa sia stato compilato in una località imprecisata dell'Inghilterra durante il VII secolo.
Fonti anglosassoni che includono informazioni sugli angli orientali o eventi relativi al regno risultano:
- Historia ecclesiastica gentis Anglorum;
- Cronaca anglosassone;
- Tribal Hidage, un atto dove i possedimenti degli angli orientali sono stimati in 30.000 hide, un numero evidentemente superiore in termini risorse a regni minori come quello Sussex e di Lindsey;[50]
- Historia Brittonum;
- Vita di Foillan, ultimata nel VII secolo.

Fonti post-normanne (di validità storica più o meno ampia):
- Il Liber Eliensis del XII secolo
- La Cronaca di Florence di Worcester, realizzata nel XII secolo;
- La Historia Anglorum di Enrico di Huntingdon, scritta nel XII secolo;
- Il Flores Historiarum di Ruggero di Wendover, scritto nel XIII secolo.